# Proterorhinus nasalis
Proterorhinus nasalis е вид лъчеперка от семейство Попчеви (Gobiidae).

## Разпространение
Видът е разпространен в сладките и солени води на басейните на Азовско и Каспийско море.